# Pricesaurus
Pricesaurus es un nombre informal propuesto para un género de pterosaurio pterodactiloide de edad del Aptiense en el Cretácico Inferior, siendo hallado en la formación Santana en la planicie de Araripe, Brasil.
En 1986, Rafael Gioia Martins-Neto en una conferencia durante la 38° Reunião Anual da Sociedade Brasileira para o Progresso da Ciência en São Paulo, reportó el hallazgo de un pterosaurio, al que denominó Pricesaurus megalodon. Los resúmenes del congreso fueron más tarde publicados ese año en la revista Ciência e Cultura. El nombre del género significa "lagarto de Llewellyn Ivor Price". El nombre de la especie se deriva del griego μέγας, megas, "grande", y ὀδών, odon, "diente".
La especie está basada en dos sintipos, que Martins-Neto consideró que porcedían de un único individuo, incluso aunque él los adquirió de manera separada de traficantes de fósiles en dos nódulos: el primero es el espécimen CPCA 3592, una punta de nueve centímetros de un hocico, y el otro es el espécimen CPCA 3591, una parte media del cráneo de dieciocho centímetros de largo. Por tanto Pricesaurus se conoce exclusivamente a partir de material craneal. Ambos especímenes fueron probablemente hallados en el Miembro Romualdo de la Cuenca de Araripe y son parte de la colección del Centro de Pesquisas Paleontológicas da Chapada do Araripe.
Martins-Neto proveyó una diagnosis con cuatro rasgos distintivos: la anchura del premaxilar; los dientes situados muy cercanamente; los profundos alvéolos dentales del premaxilar; y lo redondeado del frente de la fenestra nasoantorbitalis. Sin embargo, en 1988 Alexander Kellner concluyó que Pricesaurus era un nomen vanum, principalmente porque los especímenes en cuestión casi seguramente son de individuos diferentes. El hocico era, de acuerdo con Kellner, de un animal más grande que aquel del que procedía el fragmento medio del cráneo. Adicionalmente la diagnosis no contenía ninguna autapomorfia real.
En 2012, se publicó un estudio realizado por Felipe Lima Pinheiro et.al. en que se presentó el primer estudio detallado de los especímenes. Se concluyó que los fósiles ciertamente no provienen de un único individuo, incluso aunque sus tamaños no son necesariamente incompatibles. El hocico mostraba que el quinto y el sexto par de dientes son menores que el cuarto y el séptimo, lo cual hace al espécimen indistinguible de Anhanguera blittersdorffi y Anhanguera piscator, los cuales muestran el mismo patrón dental. Ambos especímenes fueron referidos como Anhanguera sp. Pinheiro e.a. consideraron que Pricesaurus es un nomen nudum, debido a que este no poseía rasgos diagnósticos y por haber sido nombrado en un resumen de una conferencia.